# Frantz Wittkamp
Frantz Wittkamp (* 18. April 1943 in Lutherstadt Wittenberg) ist ein freischaffender deutscher Grafiker, Maler und Autor.

## Leben

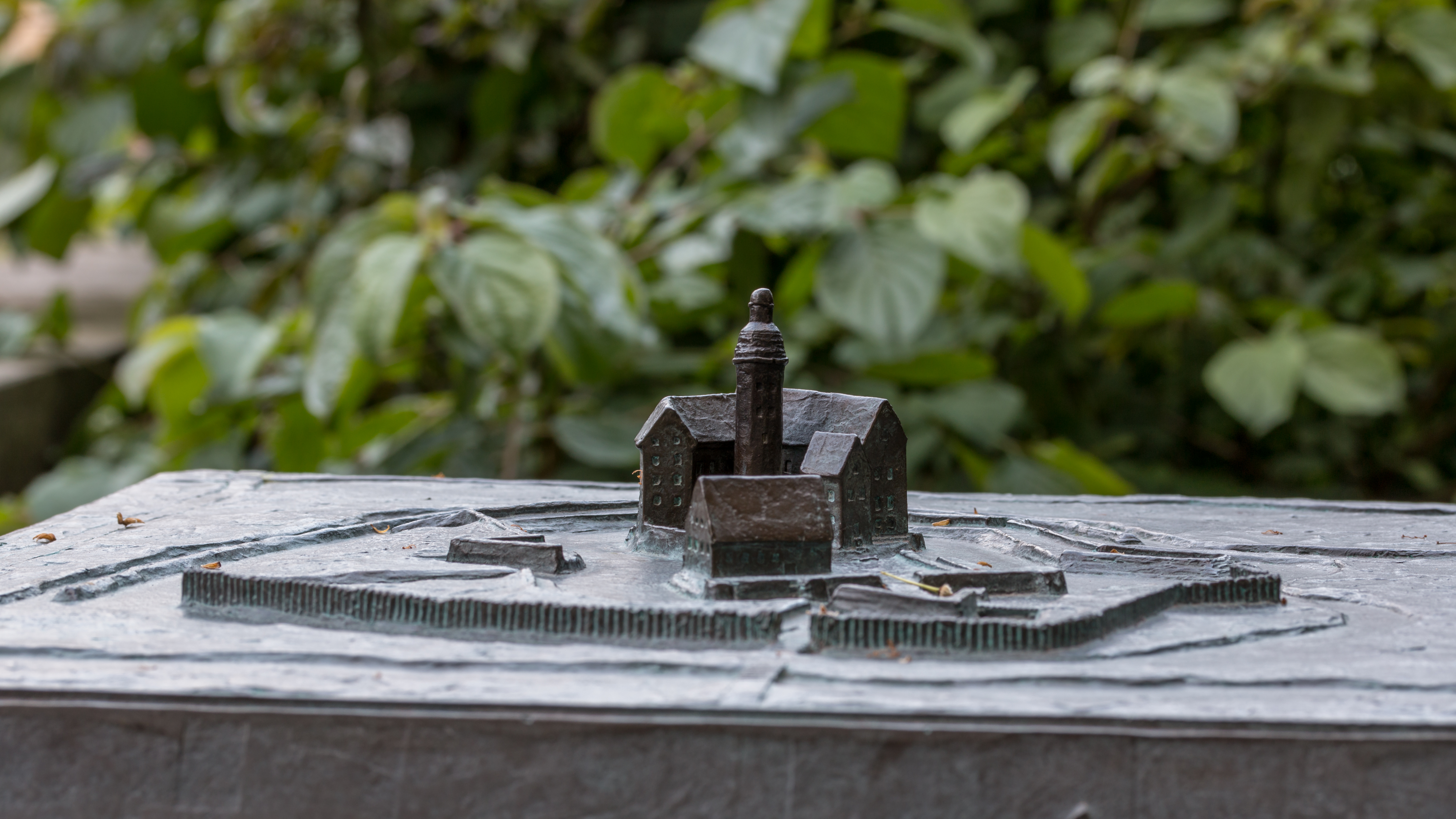
Burg Lüdinghausen in Bronze, 2014

Am Gymnasium Canisianum in Lüdinghausen absolvierte er sein Abitur. Wittkamp studierte Biologie und Kunsterziehung. Er führt zusammen mit seiner Frau Annette Wittkamp-Fröhling auch eine Galerie in Lüdinghausen. Bekannt wurde er durch seine Kindergedichte, die jedoch auch gerne von Erwachsenen gelesen werden.

„Wenn beide Eltern Enten sind,

ein ganz normaler Fall,

dann kriegen sie ein Entenkind

und keine Nachtigall.“

## Werke
- 1970 Der Elefant ist weltbekannt
- 1973 Herr Soundso aus Irgendwo
- 1987 Ich glaube, dass du ein Vogel bist
- 1988 Oben in der Rumpelkammer
- 1989 Du bist da und ich bin hier
- 1990 Alle Tage, immer wieder
- 1991 Guten Morgen, mein Mäuschen
- 1993 Gute Nacht, mit J. A. Wittkamp
- 1996 Armes kleines Schwein, mit J. A. Wittkamp
- 1997 Das Pantoffeltier, mit J. A. Wittkamp
- 2001 Wir wollen uns wieder vertragen, mit J. A. Wittkamp
- 2002 Alle Tage ein Gedicht. Tagebuch und immerwährender Kalender
- 2002 Wo ist Mama?
- 2003 Vom Glück und Glanz der Goldnasen. Geschichten, die der Mond erzählt, mit J. H. A. Nikel
- 2006 Heute muss ein Glückstag sein
- 2006 Gute Nacht, oder: Der lange Weg ins Bett
- 2008 Weil heute dein Geburtstag ist
- 2008 Du bist da, und ich bin hier*
- 2008 Am liebsten mag ich dich
- 2009 Einnachten, Zweinachten. Fröhliche Weihnachten!
- 2009 Mein großes Glück bist du
- 2008 „Ich kann keine Gedichte schreiben“
- 2009 Gedichtetage: Ein Tagebuch und immerwährender Kalender
- 2010 alphabetbuch: Tagebuch und immerwährender Kalender[3]
- 2016 In die Wälder gegangen, einen Löwen gefangen, mit Illustrationen von Axel Scheffler. Beltz und Gelberg, Weinheim 2016, ISBN 978-3-945709-24-5.
- 2016 Papageien zu verleihen – Findlinge[4]

## CD
- 2001 Du bist da, und ich bin hier. Ein Spiel mit Sprache und Reimen für kleine und große Dichter – Gedichte und Geschichten, gelesen von Manfred Steffen. Hamburg, Hörcompany, ISBN 3-935036-83-3
- 2016 In die Wälder gegangen, einen Löwen gefangen

## Auszeichnungen
- 1991 Literaturpreis Ruhr (Förderpreis)
- 1995 Österreichischer Staatspreis für Kinderlyrik